# Armin Pfister
Armin Pfister (* 6. Juli 1983 in Schwaz) ist ein ehemaliger österreichischer Rennrodler.
Armin Pfister war Sportsoldat, lebt in Fügen und begann 1992 mit dem Rodelsport. Er belegte in der Saison 2002/03 den achten Platz in der Gesamtwertung des Junioren-Weltcups und wurde in Königssee Zehnter der Junioren-Weltmeisterschaft 2003. In Altenberg wurde Pfister in der Saison 2003/04 erstmals im Rennrodel-Weltcup eingesetzt und belegte Platz 22. Es folgten zwei weitere Rennen in Winterberg (26.) und Königssee (22.). In der Gesamtwertung der Saison belegte der Österreicher den 38. Platz.